# League of Legends
League of Legends (solitamente abbreviato in LoL) è un videogioco online del genere MOBA sviluppato e pubblicato da Riot Games per Microsoft Windows e macOS.
In League of Legends ogni giocatore, detto evocatore, controlla un campione, ovvero un personaggio che possiede delle abilità speciali. Nel gioco sono disponibili 170 campioni con abilità, caratteristiche e aspetti unici. Come in ogni gioco del genere MOBA, lo scopo principale è percorrere il campo di gioco e distruggere la struttura obiettivo nella base della squadra avversaria.
League of Legends vanta una delle scene competitive più ambite e seguite al mondo, nelle finali del campionato del mondo 2019/2020 a Shanghai, Riot Games registra 44 milioni di spettatori unici connessi simultaneamente. 

## Modalità di gioco

### Generale
Durante lo svolgimento della partita, ogni giocatore deve guadagnare livelli ed oro dall'uccisione dei campioni, dei minions avversari e sconfiggendo i mostri neutrali, alcuni dei quali garantiscono dei potenziamenti detti Buff. Con l'oro guadagnato è possibile acquistare degli oggetti (in inglese "Items") da equipaggiare al fine di migliorare le statistiche del proprio campione.
Il campione inizia la partita al livello 1 (o 3 nella modalità ARAM) e può raggiungere al massimo il livello 18. Ogni passaggio di livello, oltre a migliorare le statistiche complessive del campione, permette di potenziare di un grado una delle quattro abilità disponibili. Solitamente l'abilità più potente, detta Suprema ("Ultimate"), è disponibile a partire dal sesto livello. Inoltre è presente anche un livello relativo all'account del giocatore, il quale permette di sbloccare bonus aggiuntivi, quali incantesimi dell'evocatore e rune.
Alla fine di ogni match vengono assegnati dei punti esperienza per aumentare il livello del giocatore e, solo per la prima vittoria del giorno, una valuta interna al gioco detta Essenza Blu (abbreviata in EB, o BE in inglese), necessaria per l'acquisto di campioni e alcuni altri contenuti. I campioni possono essere sbloccati anche grazie ai Riot Points, detti più comunemente RP, acquistabili nello shop online del gioco tramite pagamento con soldi reali. Inoltre i Riot Points permettono l'acquisto di aspetti diversi di un campione (in inglese "Skins"), che non influenzano le statistiche di quest'ultimo in gioco.

### Modalità

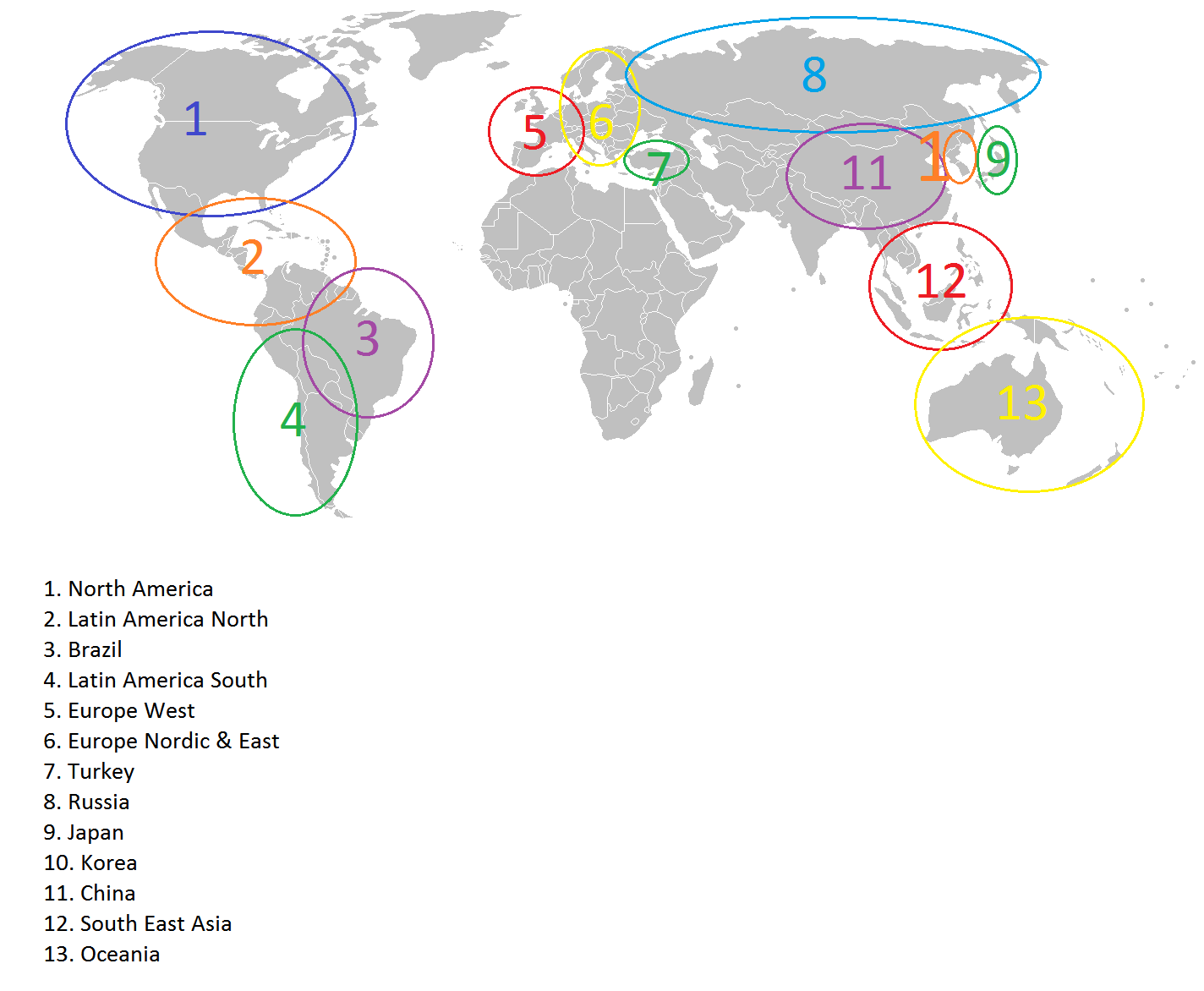
Le regioni dei server di League of Legends

#### Draft - Normale

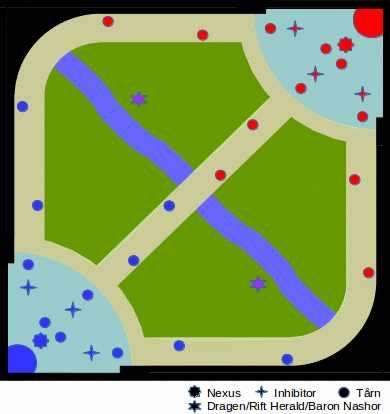
Una rappresentazione semplificata della Landa degli Evocatori. In verde è evidenziata la giungla, separata dal fiume in celeste. Si notano le tre corsie, costellate dalle torri. Gli asterischi presenti nella giungla marcano il luogo di spawn dei draghi a sud, e del Messaggero della Landa e del Barone Nashor a nord.

La modalità più comune e più classica di LoL, e la più vicina alla comune concezione di MOBA. Per giocare una partita Normale (Normal), i giocatori si mettono in coda per il servizio di match-making automatico. Il server, basandosi su valori nascosti derivanti dalle performance degli utenti, tenta di associare un totale di dieci giocatori divisi in due squadre da cinque. La modalità Normale di League of Legends, giocata nella mappa Landa degli Evocatori, vede le due squadre composte da cinque campioni combattere con lo scopo di distruggere il Nexus nemico, difeso da diverse torri e inibitori.
Nello spazio tra le corsie vi è una zona conosciuta come giungla (in inglese "jungle", abbreviato "jgl") popolata da mostri neutrali. Entrambe le basi generano a intervalli regolari i minions, delle creature che avanzano automaticamente nelle tre corsie.
Ogni squadra protegge le proprie strutture, e ha come obiettivo distruggere quelle nemiche. Queste comprendono:
- Torri - Ogni corsia è difesa da delle strutture dette torri (in inglese "Turrets"), dall'aspetto simile a statue. Le torri sparano dei potenti proiettili ad inseguimento quando un obiettivo nemico si trova entro il loro raggio d'azione, ma possono focalizzarsi su un solo bersaglio per volta. Esistono in totale ventidue torri, undici per ciascuna squadra: tre torri esterne, tre torri interne, tre torri degli inibitori e due torri del Nexus. Le torri esterne ed interne non rigenereranno la propria salute a differenza delle torri degli inibitori che la rigenerano parzialmente, e delle torri del Nexus che la rigenerano nella sua totalità.
- Inibitori - Alle estremità di ogni corsia, all'interno di entrambe le basi, si trova un inibitore ("Inhibitor"). Queste strutture possono essere attaccate solo se prima sono state distrutte tutte le torri della corsia e sono sprovvisti di strumenti difensivi autonomi. Distruggere un inibitore causerà la generazione di super-minions dalla base della squadra artefice della distruzione; questi hanno delle statistiche elevate rispetto ai minion normali. Inoltre distruggendo tutti gli inibitori la generazione di super-minions duplicherà. Tuttavia, gli inibitori si rigenerano automaticamente cinque minuti dopo la loro distruzione, impedendo nuovamente la generazione dei super-minions.
- Nexus - il Nexus è la struttura principale di una base. Non è provvisto di difese autonome e si può danneggiare solo se le torri e gli inibitori di almeno una corsia, nonché le due torri che lo proteggono, vengono distrutti. Distruggere il Nexus nemico porta la squadra alla vittoria della partita. Questa struttura rigenera la propria salute nel tempo se non viene attaccata.

#### Draft - Classificata
La modalità Classificata (Ranked) diventa disponibile quando l'evocatore raggiunge il livello 30 e possiede almeno venti campioni. Funziona esattamente come la modalità Normale, con la differenza che il risultato di queste partite e la performance del giocatore in esse determinerà la sua posizione all'interno di una classifica suddivisa in leghe. Attualmente, le leghe sono (dalla più bassa): Ferro, Bronzo, Argento, Oro, Platino, Smeraldo, Diamante, Master, Grandmaster e Challenger. Ogni lega è a sua volta suddivisa in quattro divisioni indicate con i numeri romani (dalla più bassa) IV, III, II e I. Per scalare questa classifica, in base alla performance del giocatore nella modalità Classificata, gli è assegnato un punteggio in LP (League Points). Le classifiche della modalità Classificata sono suddivise a seconda della regione geografica, e danno agli evocatori migliori di ogni regione la possibilità di competere in campionati di esport ufficiali.

#### ARAM - Normal
La modalità All Random All Mid o ARAM, ovvero "tutti casuali e tutti nella corsia centrale", è una modalità permanente in cui i giocatori non hanno la solita disponibilità di scelta del campione da utilizzare, il quale gli viene invece assegnato casualmente. La parte "All Mid" nel nome fa riferimento al fatto che questa modalità viene giocata nella mappa Abisso Ululante, che presenta una sola corsia strutturata similmente alla corsia centrale (o "mid") della Landa degli Evocatori. Le partite in questa modalità sono spesso estremamente caotiche.

### Altre modalità
In occasione di eventi, vengono aggiunte modalità temporanee come la Ultra Rapid Fire o URF, in italiano Fuoco Ultra Rapido, è simile alla modalità Normale, ma con le seguenti differenze: le abilità dei campioni e gli incantesimi dell'evocatore impiegano soltanto pochi secondi a ricaricarsi, la barra delle risorse non viene consumata nei campioni che la possiedono, il limite del livello dei campioni è abolito ed è presente nella base di ogni squadra un cannone che permette al giocatore di propellersi rapidamente verso un punto della mappa senza doverlo raggiungere a piedi.

#### Teamfight Tactics
Teamfight Tactics, o TFT, è stato introdotto in League of Legends il 26 giugno 2019. È un gioco strategico di tipo auto battler che consiste nel formare una squadra di campioni con caratteristiche particolari che vanno poste in sinergia tra di loro. Le partite di TFT si compongono di 8 giocatori, tutti contro tutti, che a turno si sfideranno facendo combattere le proprie squadre che verranno man mano potenziate. Il combattimento tra le due squadre è automatico, e il compito dei giocatori è di posizionare opportunamente i giusti campioni sul campo in modo da formare una squadra forte che possa sconfiggere quelle avversarie. Ciascun evocatore inizia con 100 punti vita e, quando vince un combattimento, infligge un numero di danni all'evocatore sconfitto in base a quanto schiacciante è stata la sua disfatta; l'evocatore è fuori dalla partita nel momento in cui termina i suoi punti vita.

## Personaggi
I campioni possono essere raggruppati in base alla similarità del loro rispettivo stile di gioco e ruolo:
- Tiratore (Marksman) - spesso detti AD Carries (ADC), i Tiratori sono campioni che attaccano dalla distanza e solitamente infliggono danno fisico. Questi campioni infliggono danni alti e sostenuti con i loro attacchi base, a scapito della loro resistenza. I Tiratori, nella Landa degli Evocatori, solitamente percorrono la corsia inferiore (o "bot lane") insieme ad un campione di supporto.[9]
- Mago (Mage) - detti a volte anche AP Carries, sono campioni caratterizzati da un elevato danno magico legato alle loro abilità, ma una mobilità e resistenza ridotte. Alcuni maghi sono specializzati nell'uccidere nemici dalla distanza rapidamente, altri nell'infliggere danni ad area. I Maghi, nella Landa degli Evocatori, solitamente percorrono la corsia centrale (o "mid lane").[10]
- Assassino (Assassin) - sono campioni specializzati nell'uccidere i campioni nemici il più rapidamente possibile, solitamente in combattimento ravvicinato corpo a corpo.[11] Questi campioni risultano efficaci contro i Tiratori e i Maghi, essendo questi meno resistenti, sebbene anche loro tendano ad avere poca resistenza; tuttavia hanno un'elevata mobilità. Gli Assassini, nella Landa degli Evocatori, solitamente percorrono la corsia centrale (o "mid lane").[10]
- Tank - sono campioni difficili da affrontare per via della loro salute e resistenza molto elevate. Solitamente infliggono pochi danni, ma lo compensano con abilità che infliggono degli stordimenti o simili impedimenti (detti Crowd Control o CC).[10]
- Combattente (Fighter) - questi campioni fondono le caratteristiche dei Tank e dei Carries. Solitamente combattono corpo a corpo e, data la scarsa quantità di danno che infliggono, devono riuscire a sopravvivere a lungo per uccidere un campione nemico.[10]
- Supporto (Support) - le abilità di questi campioni non puntano a danneggiare gli avversari, ma ad aiutare i campioni alleati tramite cure, potenziamenti, scudi o effettuando Crowd Control sui nemici. Nella Landa degli Evocatori, i campioni di supporto sono giocati insieme ad un AD Carry, nella corsia inferiore. Questi campioni devono prestare il più possibile attenzione alla mappa, posizionando lumi che aiuteranno la squadra a localizzare i nemici.[9][10]

## Sviluppo
Steve "Guins00" Freak, il precedente designer della mappa popolare di Warcraft III: The Frozen Throne, DotA Allstars, assieme a Steve "Pendragon" Mescon, l'amministratore dell'ex supporto ufficiale della mappa, fu coinvolto con Riot Games nello sviluppo di League Of Legends. Usando il DotA originale creato da Eul (la mappa originale Defence of The Ancients per Warcraft III: Reign of Chaos) come base, Guins00 creò DotA Allstars inserendo il suo personale mix di contenuti, espandendo largamente il numero di personaggi, aggiungendo numerosi oggetti utilizzabili e vari cambiamenti nel gameplay. Guins00 poi passò alla versione 6S della mappa al suo corrente sviluppatore, Icefrog. Pendragon, il direttore delle relazioni nella community per Riot Games, aiutò nel creare il precedente sito web di DotA Allstars assieme al suo forum.
L'idea di un successore spirituale di Defense of the Ancients che rimanesse però un gioco a sé stante con un proprio motore di gioco, diversamente dall'essere un altro Mod di Warcraft III cominciò a materializzarsi alla fine del 2005. League of Legends nacque quando "un paio di membri attivi della community di Dota credette che il gameplay fosse così divertente e innovativo da rappresentare la nascita di un nuovo genere e meritasse di essere un gioco professionale con molte più caratteristiche e servizi riguardanti al gioco. Riot Games fu cofondato da Brandon Beck e Marc Merrill. Diventarono partner con alcune delle menti creative dietro alla creazione di Dota-Allstars, Steve "Guinsoo" Feak e Steve "Pendragon" Mescon. Riot Games aprì ufficialmente i battenti nel settembre 2006, e attualmente ha più di 1000 persone al lavoro su League of Legends, "inclusa la loro robusta piattaforma tecnologica per revisionare e operare il gioco, nonché un team dedicato alle relazioni con la community."
Secondo Marc Merrill, durante la creazione dei vari campioni del gioco, invece di lasciare la creazione solo ad un ristretto numero di persone, si decise di aprire il processo a chiunque nella compagnia basandosi su un modello già pronto su cui ognuno poi avrebbe potuto votare quale campione si sarebbe guadagnato un posto nel gioco.

## Pubblicazione
Nel GamesCom del 2009, Riot Games dichiarò che gli sviluppatori avrebbero strettamente supportato il gioco dopo il suo lancio iniziale, infatti, dopo il lancio parecchi nuovi campioni e skin per i campioni furono pubblicate.
Inizialmente annunciato il 27 ottobre 2008, il gioco passò un periodo di closed beta durato dal 10 aprile 2009 fino al 12 ottobre 2009 e uno di open beta da lì fino al momento della sua uscita, il 27 ottobre 2009.
Nel novembre 2011, League of Legends ha più di 70 milioni di registrazioni e 12 milioni di giocatori al giorno, in grado di quintuplicare la base di utenti in 4 mesi.. Al gennaio 2014 più di 67 milioni di utenti giocano ogni mese, 27 milioni di persone giocano ogni giorno, e oltre 7,5 milioni nelle ore di punta. Il gioco dispone di traduzione completa e doppiaggio in più lingue, tra cui l'inglese, il tedesco, lo spagnolo, il russo e l'italiano.

## Accoglienza
League of Legends è stato accolto con favore dalla critica specializzata, ricevendo voti come 8/10 da Eurogamer e IGN e 4/5 da GameSpy e GamesRadar. Il titolo ha vinto 4 categorie dei Game Developers Choice Awards del 2010, e a un anno dall'uscita aveva un voto medio di 78/100 su Metacritic. Sono stati espressi pareri negativi per la mancata regolazione dei comportamenti dei giocatori.

## Scena competitiva

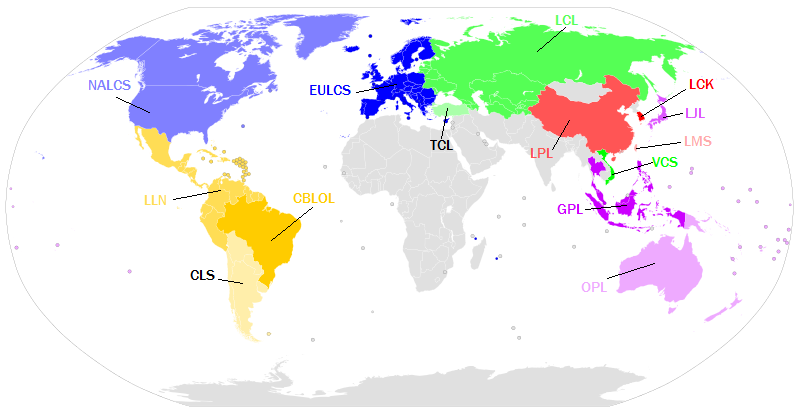
Mappa dei tornei professionali regionali di League of Legends.

League of Legends ha una scena di eSport competitiva attiva e diffusa che coinvolge tutte le regioni. Riot Games organizza diversi campionati regionali, dove le regioni sono divise in regioni maggiori e minori. I campionati delle regioni maggiori sono quattro: LCS in Nord America, LEC in Europa (dal 2023 anche Medio Oriente e Africa), LPL in Cina, LCK in Corea del Sud, mentre quelli delle regioni minori sono più numerosi: tra di essi si trovano, ad esempio, il LMS, in Taiwan e il GPL nel Sud-Est Asiatico. Queste competizioni regionali confluiscono nell'annuale campionato mondiale, che si tiene alla fine di ogni stagione. Il campionato mondiale del 2017 ha registrato 60 milioni di spettatori, con un primo premio di circa 4 milioni di dollari.

## Eredità

### League of Legends: Wild Rift
Nel 2020 è stata pubblicata da Riot Games una versione per Android e iOS denominata League of Legends: Wild Rift.

### Serie animata
In occasione del decimo anniversario del gioco, Riot Games annuncia una serie animata, la quale è stata poi pubblicata su Netflix il 6 novembre 2021.